# Gaurax cymbachae
Gaurax cymbachae är en tvåvingeart som beskrevs av Hickman 1971. Gaurax cymbachae ingår i släktet Gaurax och familjen fritflugor. Inga underarter finns listade i Catalogue of Life.